# تين شوير لارسن
تين شوير لارسن (بالدنماركية: Tine Scheuer-Larsen)‏ مواليد 13 مارس 1966 في الدنمارك، هي لاعبة كرة مضرب دانمركية سابقة. أعلى تصنيف لها في الفردي كان المركز الـ 34 في سنة 1986. أعلى تصنيف لها في الزوجي كان المركز الـ 14 في سنة 1988. سبق أن شاركت في دورة الألعاب الأولمبية الصيفية.

## النهائيات

### الفردي (الوصافة 1)
| الحصيلة | الرقم | التاريخ       | الدورة                          | الأرضية | المنافس     | النتيجة  |
| ------- | ----- | ------------- | ------------------------------- | ------- | ----------- | -------- |
| الوصافة | 1.    | 27 أبريل 1986 | ساوث كارولينا، الولايات المتحدة | ترابية  | إليز بورجين | 1–6, 3–6 |

## روابط خارجية
- تين شوير لارسن على موقع رابطة محترفات التنس (الإنجليزية)
- تين شوير لارسن على موقع الاتحاد الدولي لكرة المضرب (الإنجليزية)
- تين شوير لارسن على موقع كأس بيلي جين كينغ (الإنجليزية)
- تين شوير لارسن على موقع خلاصة التنس.كوم (الإنجليزية)
- تين شوير لارسن على موقع أوليمبيديا (الإنجليزية)